# フッ化モリブデン(V)
フッ化モリブデン(V)（フッかモリブデン ご、英: Molybdenum(V) fluoride）は、化学式MoF5の無機化合物である。吸湿性の黄色固体で、ほとんどの六フッ化物と同様に、四量体として存在する。

## 合成
金属モリブデンと六フッ化モリブデンの反応により合成される。
Mo + 5 MoF6  →  6 MoF5
およそ165℃で、四フッ化モリブデンと六フッ化モリブデンに不均化する。
2 MoF5  →  MoF4  +  MoF6